# Motor de pistons sense arbre de lleves

Animació informàtica del funcionament d'un arbre de lleves

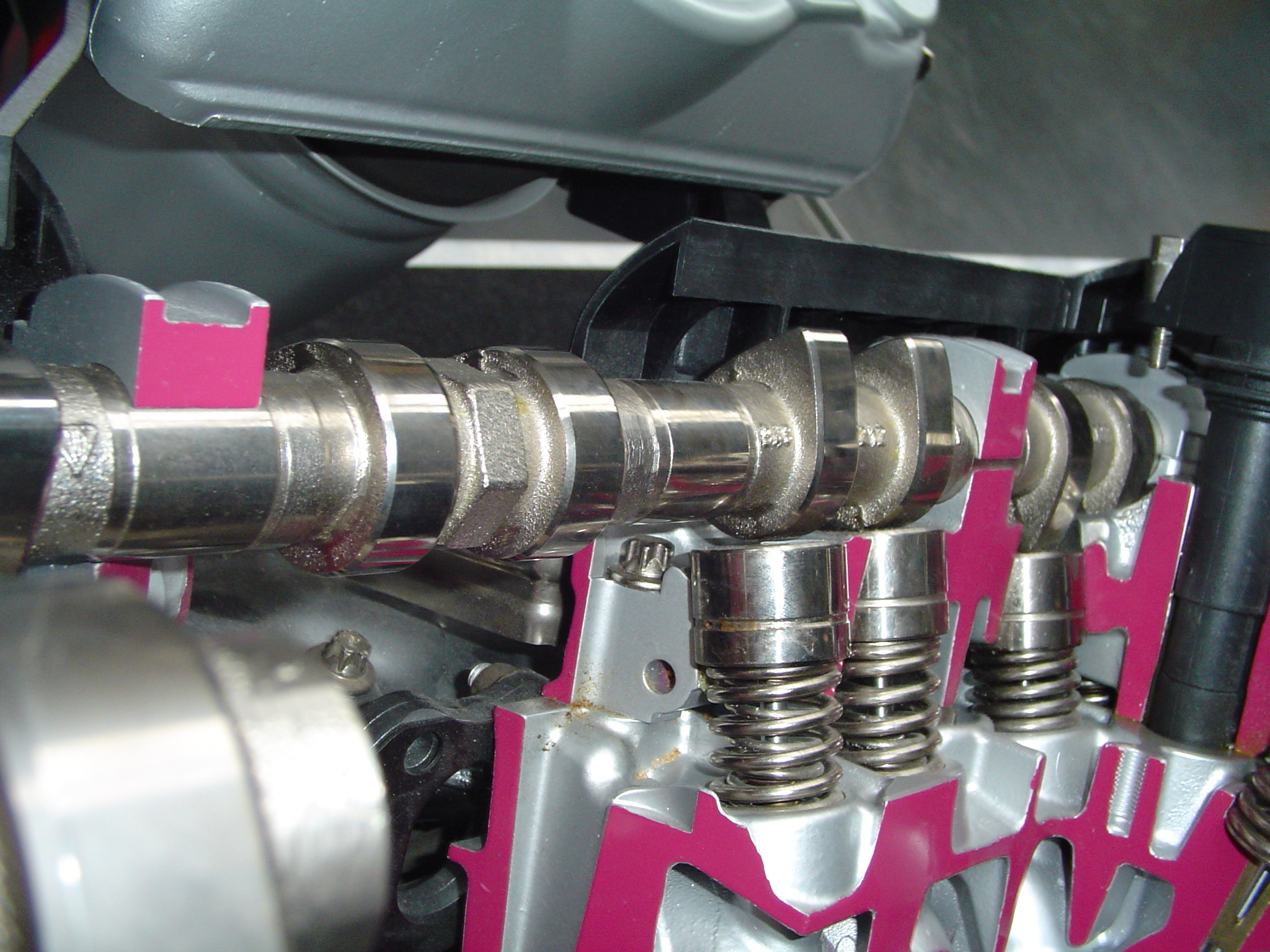
Vista d'una secció de culata, on s'aprecia de dalt a baix, 1 arbre d lleves, 2 taques, 3 molles de vàlvula

Els cilindres dels motors de combustió interna de pistons disposen de vàlvules (generalment d'admissió i escapament) controlades per lleves integrades en un arbre giratori sincronitzat mecànicament amb el cigonyal del motor. En un motor de pistons sense arbre de lleves, cada vàlvula és accionada directament per un actuador elèctric, pneumàtic o hidràulic. La vàlvula pot ser oberta i tancada per l'actuador o, també, oberta per l'actuador i tancada per una molla convencional. Els actuadors que combinin els dos sistemes anteriors són possibles (l'actuador obre la vàlvula/l'actuador, ajudat per una molla, tanca).

## Funcionament
Els actuadors reals fabricats per a controlar les vàlvules de motors que poden girar a més de 12.000 rpm són molt sofisticats i es basen en tecnologies no divulgades. Però els principis de funcionament són molt senzills i són prou fàcils d'explicar i entendre.
La solució presentada (una de les moltes possibles) es basa en un actuador pneumàtic de doble efecte i controlat amb dues electrovàlvules.

### Cilindre de doble efecte

Representació d'un cilindre de doble efecte en funcionament

La figura adjunta representa un cilindre pneumàtic de doble efecte. L'aire a pressió – representat en blau- fa desplaçar el pistó quan actua sobre qualsevol de les dues cares. De manera semblant, un actuador de doble efecte mogut per aire a pressió provoca el moviment desitjat d'una vàlvula de motor si la tija de l'actuador està unida a la tija de la vàlvula.

### Vàlvula de solenoide

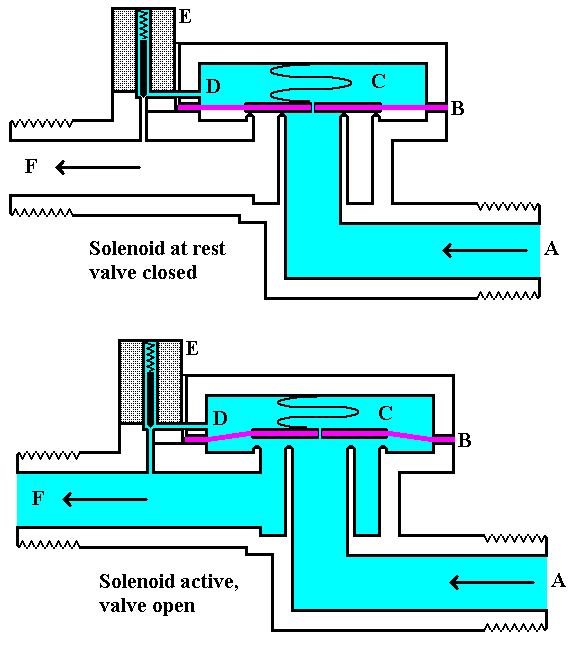
A-Entrada
B-Diafragma
C-Cambra de pressió
D-Conducte de buidatge de pressió
E-Solenoide
F-Sortida.

Una vàlvula de solenoide es basa en el desplaçament d'un nucli de material ferromagnètic disposat en l'eix d'una solenoide quan circula per la bobina un corrent elèctric. Un actuador de solenoide pot ser de simple acció (actuant contra una molla mecànica) o de doble acció (per exemple amb dues solenoides).

### Actuador electro-pneumàtic
Un actuador pneumàtic de doble acció (amb una àrea de 10 cm2, per exemple, i una pressió de treball de 20kg/cm2) pot aplicar una força de 200 kg. Una electrovàlvula de solenoide amb un obturador de 2 mm2= 0,02 cm2 només necessita fer una força de 20 kg/cm2x0,02 cm2 = 0,4 kg per a pilotar l'actuador. D'aquesta manera, és possible controlar un actuador potent amb una potència elèctrica reduïda.

### Resum del funcionament
Les vàlvules que equipen molts motors de combustió interna s'han de moure de manera sincronitzada, obrint i tancant de forma programada. El sistema tradicional d'accionament – mitjançant arbres de lleves mecànics- determina angles d'apertura i tancament fixes (si més no difícils de modificar i regular) de les vàlvules dels motors. Segons els apartats anteriors, és possible fabricar motors amb sistemes sense arbres de lleves. El moviment de cada vàlvula s'efectua per un actuador de doble efecte controlat per una electrovàlvula.

#### Energia emprada
- Els actuadors elèctrics de solenoide directa no són pràctics per les forces necessàries per a moure les vàlvules.
- Els actuadors pneumàtics es poden aplicar a motors ràpids emprats en automòbils (fins a 12.000 rpm). El fluid motriu és aire a pressió.
  - Hi ha sistemes per a motors d'automòbil amb actuadors hidràulics. Per exemple, en el sistema Empa el fluid és una barreja d'aigua i glicol.[2]
- Els actuadors hidràulics es poden aplicar en motors lents (fins a 600 rpm). El fluid motriu acostuma a ser el mateix oli de lubrificació del motor (a uns 200 kg/cm2).
- Ambdós tipus d'actuadors anteriors van controlats per electro-vàlvules accionades per solenoides petites i de baix consum elèctric. Les solenoides funcionen comandades per un maquinari i programari adequats. Que permet una sincronització correcta i la regulació d'algunes variables fonamentals.

## Avantatges

Cicle de quatre temps
1=TDC
2=BDC
A: Admissió
B: Compressió
C: Explosió
D: Escapament

En els motors de pistons amb distribució mecànica convencional, el moviment de les vàlvules en relació amb la posició del cigonyal està predeterminat. En cada cicle (dues voltes en motors de quatre temps i una volta en motors de dos temps) cada vàlvula s'obre, roman oberta, es tanca i roman tancada els mateixos angles. La cursa d'una vàlvula és sempre la mateixa i totes les vàlvules es mouen sincrònicament amb el cigonyal (sense possibilitat de desconnexió).
En suprimir la connexió mecànica les possibilitats de regulació són moltes. Cada vàlvula pot ser oberta o tancada a voluntat en funció de les necessitats del motor. És possible optimitzar els angles de treball, la cursa de cada vàlvula i el seu moviment o desconnexió. Els paràmetres d'operació (temperatura del motor, temperatura de l'aire d'admissió, temperatura dels gasos d'escapament, posició de l'accelerador, ...) s'estudien experimentalment i s'incorporen a un programa informàtic integrat en el sistema.
Els avantatges d'un motor sense arbre de lleves són els següents:
- reducció dels fregaments mecànics (i del consum de combustible per aquest concepte)
- augment de la potència i del parell motor
- disminució de la contaminació[3]
- motor més petit i més lleuger, a igualtat de potència

## Inconvenients
Qualsevol sistema de distribució electromecànica de les vàlvules exigeix una modificació de l'extrem de la tija de cada vàlvula per a permetre la seva unió a l'actuador, un actuador per cilindre, un circuit electrònic (maquinari) i un programa informàtic especial (programari). També ha d'incorporar una sèrie de sensors (de temperatura i posició, de l'accelerador, ...) que facilitin les dades d'entrada al programa. Aquestes exigències impliquen unes despeses importants de desenvolupament i posada a punt, i de costos de l'equipament final que dificulten l'adaptació del sistema.
Un segon inconvenient és el de la fiabilitat. Els sistemes convencionals han demostrat una fiabilitat adequada en condicions reals sota situacions extremes de temperatura, vibracions i altres. I amb una vida de l'equipament molt llarga sense reparacions ni manteniment exagerats. No està demostrada una fiabilitat comparable en les distribucions sense arbres de lleves.
Un tercer inconvenient, des del punt de vista teòric, faria referència als temps de resposta dels actuadors electromecànics a altes velocitats de gir del motor. En els motors lents (fins a 300 rpm) no hi hauria problema però en motors més ràpids (a partir de 6.000 rpm, per exemple) la resposta dels actuadors podria donar problemes en condicions extremes.

## Història
Els motors sense lleves han estat investigats des de finals del segle vint per diverses companyies, entre altres Renault, BMW, Fiat, Valeo, General Motors, Ricardo, Lotus Engineering, Ford, Jiangsu Gongda Power Technologies i la companyia associada a Koenigsegg's FreeValve.
Alguns dels sistemes desenvolupats han assolit un nivell de funcionament adequat i estan disponibles comercialment, però encara no han estat produïts en sèrie ni equipen vehicles matriculats. A la primavera de 2015, Christian von Koenigsegg va informar a la premsa que la tecnologia projectada i assajada per la seva companyia estava a punt per a sortir al carrer, sense especificar cap data de llançament.
El mes de novembre de 2016, la firma xinesa Qoros Auto va exposar el model Qoros 3 hatchback a la mostra de 2016 del Guangzhou Motor Show, automòbil que incorporava un nou motor Qoros ‘Qamfree’. L'empresa sueca responsable del projecte, FreeValve, declarava que el motor de 1,6 litres amb turbo-compressor produïa 170kW i un parell motor de 320 Nm. També informava que el motor esmentat . comparat amb un motor tradicional- era menys voluminós (50% menys), més baix, un 30% més lleuger, un 30% més potent (i amb més parell motor), un 30% més econòmic (menys consum de combustible) i un 50% de reducció en les emissions. Christian Koenigsegg declarava en un video que el motor ‘Qamfree’ (amb tecnologia PHEA camless) es basava en un motor Qoros existent desenvolupat a Àustria i Alemanya feia uns cinc o sis anys.
Christian Koenigsegg declarava també que la tecnologia presentada (PHEA camless technology) permetia eliminar el pre-convertidor catalític pel fet que la temperatura del convertidor catalític pròpiament dit podia adoptar la temperatura de treball de forma ràpida mitjançant la regulació de l'escapament.

## Aplicacions a motors marins i estacionaris

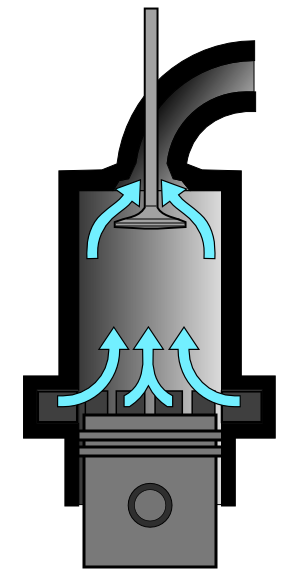
Motor dièsel de 2 temps "uniflow". L'aire entra pels espiralls d'admissió, escombra el cilindre i els gasos surten per la vàlvula d'escapament.
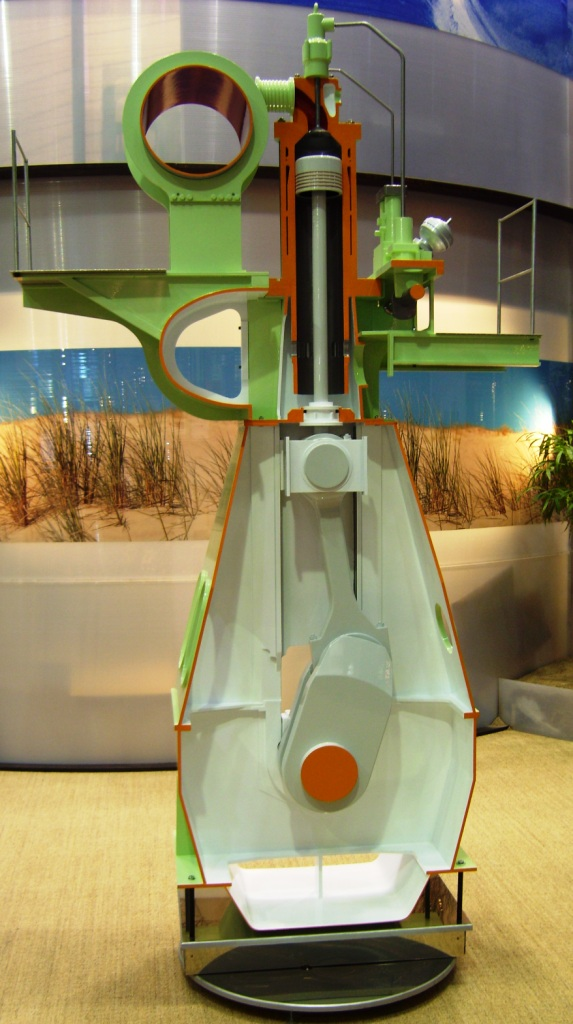
Secció d'un model de motor MAN dièsel de 2 temps "uniflow"

Una disposició típica dels motors marins de grans dimensions (també usada en unitats estacionàries de cogeneració) són els motors dièsel de dos temps. L'aire comprimit entra al cilindre pels espiralls d'admissió mentre que la vàlvula d'escapament- situada a la part superior – s'obre i permet una escombrada unidireccional (“uniflow”) del cilindre. Un cop tancada la vàlvula, els gasos es comprimeixen pel moviment del pistó que puja fins al punt mort superior (PMS). L'injector de combustible injecta la dosi adequada i es produeix la combustio, l'expansió dels gasos i la producció de potència mecànica.
Alguns fabricants han proposat una solució modular. Cada cilindre disposa d'un mòdul que integra un actuador hidràulic de la vàlvula d'escapament i un injector de combustible amb un actuador similar. El fluid de treball és oli a pressió del mateix circuit de greixatge, a 200kg/cm2. Una sèrie de sensors indiquen la posició de cada element amb relació a la posició del cigonyal. Un ordinador reb els senyals i regula el moviment de l'injector i de la vàlvula d'escapament. El funcionament del sistema anterior ha mostrat un augment de la potència, un menor consum i nivells de contaminació més baixos.